# نورمان تشاو
نورمان تشاو (بالإنجليزية: Norm Chow)‏ هو مدير فني أمريكي، ولد في 3 مايو 1946 في هونولولو في الولايات المتحدة.